# Unternehmen Fallreep
Mit dem Decknamen der deutschen Militäroperation Unternehmen Fallreep wird ein Ausbruchsunternehmen der deutschen Wehrmacht während des Krieges gegen die Sowjetunion 1942 bezeichnet, das zur Öffnung des Kessels von Demjansk durchgeführt wurde. Unternehmen Fallreep bezeichnet hierbei alle von Osten her durchgeführten Militäroperationen zur Öffnung des Kessels (aus dem Kessel heraus). Das Unternehmen wurde im Zuge der Kesselschlacht von Demjansk am 14. April 1942 südwestlich von Demjansk durch das Sturmregiment des II. Armeekorps unter Oberstleutnant Hermann von Borries durchgeführt. Beim Ort Ramuschewo am Lowat-Fluss trafen die Ausbruchstruppen auf die von Westen her angreifenden Entsatztruppen (Unternehmen Brückenschlag).